# Identitetsmatrix
I lineær algebra er identitetsmatricen (også kaldet enhedsmatrice) af størrelse n den n × n matrix, der har tallet 1 i alle diagonalindgange og tallet 0 uden for diagonalen. Den skrives In eller blot I, hvis størrelsen er underordnet eller trivielt kan bestemmes af konteksten.
{\displaystyle I_{1}={\begin{bmatrix}1\end{bmatrix}},\ I_{2}={\begin{bmatrix}1&0\\0&1\end{bmatrix}},\ I_{3}={\begin{bmatrix}1&0&0\\0&1&0\\0&0&1\end{bmatrix}},\ \cdots ,\ I_{n}={\begin{bmatrix}1&0&\cdots &0\\0&1&\cdots &0\\\vdots &\vdots &\ddots &\vdots \\0&0&\cdots &1\end{bmatrix}}}
Den vigtige egenskab ved {\displaystyle I_{n}} er, at
{\displaystyle AI_{n}=A}   og   {\displaystyle I_{n}B=B,}
så længe disse matrixmultiplikationer er definerede. Specielt gælder, at identitetsmatricen er det neutrale element i ringen af alle n gange n-matricer, og den er identitetselementet i den generelle lineære gruppe, GL(n) af alle invertible n gange n-matricer. (Identitetsmatricen er tydeligvis selv invertibel, idet den er sin egen inverse.)
Når n gange n-matricer benyttes til at repræsentere lineære transformationer fra et n-dimensionalt vektorrum til sig selv, repræsenterer In identitetsfunktionen, uanset hvad basen måtte være.
Den ite søjle i identitetsmatricen er enhedsvektoren ei. Enhedsvektorerne er også identitetsmatricens egenvektorer; alle hørende til egenværdien 1, hvilket derfor er den eneste egenværdi og har algebraisk såvel som geometrisk multiplicitet n. Det følger, at determinanten af identitetsmatricen er 1, og at sporet er n.
Ved brug af notationen, der sommetider bruges til kortfattet at beskrive diagonalmatricer, kan identitetsmatricen skrives
{\displaystyle I_{n}=\mathrm {diag} (1,1,\dots ,1)}
Den kan også skrives ved hjælp af Kroneckers delta, idet
{\displaystyle (I_{n})_{ij}=\delta _{ij}}